# Survivor: Africa
Survivor: Africa foi a terceira temporada do reality show americano Survivor. As filmagens ocorreram em 11 de julho de 2001 a 18 de agosto de 2001, na Reserva Nacional Shaba, no Quênia, e foi ao ar em 11 de outubro de 2001 até a final ao vivo em 10 de janeiro de 2002, sendo transmitido pela CBS.
Dezesseis participantes foram selecionados e divididos em duas tribos iniciais denominadas Boran e Samburu, em homenagem às tribos Borana e Samburu. Após 12 dias, três membros de cada tribo mudaram para a outra tribo. Quando restavam 10 competidores, as tribos foram fundidas em uma, denominada Moto Maji (palavras suaíli para fogo e água, respectivamente).
Ethan Zohn foi votado como último sobrevivente e ganhador do prêmio de um milhão de dólares, derrotando Kim Johnson por 5-2 votos.